# Primula kingii
Primula kingii är en viveväxtart som beskrevs av David Allan Poe Watt. Primula kingii ingår i släktet vivor, och familjen viveväxter. Inga underarter finns listade i Catalogue of Life.